# Bumble Bee Slim
Bumble Bee Slim, egentligen Amos Easton, född 7 maj 1905 i Brunswick i Georgia, död 8 juni 1968 i Los Angeles i Kalifornien, var en amerikansk bluessångare och gitarrist.
Bumble Bee Slim lämnade som tonåring sitt hem i Brunswick, Georgia för att ansluta sig till Ringling Brothers Circus. Han slog sig ner i Indianapolis men flyttade så småningom till Chicago där han inledde sin inspelningskarriär.
Han hade sin storhetstid under 1930-talet, då han gjorde över 150 inspelningar för bland andra skivbolagen Bluebird, Vocalion och Decca. Förutom sina egna skivor spelade han även på inspelningar med musiker som Big Bill Broonzy och Cripple Clarence Lofton. I början av 1940-talet flyttade han vidare till Los Angeles där han fortsatte spela in och uppträda live, men hans karriär tog aldrig riktigt fart igen.